# Vítězslav Lavička
Vítězslav Lavička (phát âm tiếng Séc: [ˈviːcɛslaf ˈlavɪtʃka]; sinh ngày 30 tháng 4 năm 1963) là một huấn luyện viên bóng đá và cựu cầu thủ người Séc. Ông từng làm huấn luyện viên câu lạc bộ Śląsk Wrocław của Ba Lan.

## Sự nghiệp cầu thủ
Khi còn là cầu thủ, Lavička đã thi đấu cho nhiều câu lạc bộ của Séc như Škoda Plzeň, RH Cheb và Sparta Prague. Anh chơi mùa giải cuối sự nghiệp tại Gambrinus liga sau khi giải vô địch quốc gia của Cộng hòa Séc ra đời vào năm 1993.

## Sự nghiệp huấn luyện
Năm 2006 và 2007, ông được bình chọn là huấn luyện viên của năm của giải Quả bóng vàng Séc và Huấn luyện viên của năm vào năm 2006.
Tháng 6 năm 2008, Lavička ký hợp đồng hai năm làm huấn luyện viên của Sparta Prague. Tuy nhiên chỉ sau 4 tháng tại vị, ông đã từ chức sau thất bại 4–1 muối mặt trên sân nhà trước kình địch của Sparta là Slavia.
Ngày 4 tháng 2 năm 2009, ông được bổ nhiệm làm huấn luyện viên trưởng câu lạc bộ Sydney FC ở giải A-League của Úc cùng với đồng hương Michal Zach làm trợ lý huấn luyện viên.
Lavička đã tái ký để huấn luyện Sydney FC ở mùa giải 2010–2011 nhằm nỗ lực đem lại một danh hiệu A-League nữa cho đội nhà. Anh rất thành công khi dẫn dắt Sydney đoạt danh hiệu thứ hai ở A-League mùa 09/10. Đây là lần thứ 05/06 khi Sydney giành danh hiệu đầu tiên. Ông cũng được cho là sẽ đưa đội bóng tới danh hiệu vô địch Asian Champions League ở mùa 10/11.

### Sydney FC
Ở tiền mùa giải A-League 2009/2010, Lavička đã dẫn dắt Sydney FC vượt qua hàng loạt 12 trận đấu với các đội địa phương và các đối thủ bất bại ở A-League, ghi 25 bàn thắng và để thủng lưới 1 bàn sau hơn 1080 thi đấu.
Trong trận đầu tiên của Lavička ở mùa giải 2009/2010, Sydney FC đã giành chiến thắng 3–2 trước đội bóng mở rộng North Queensland Fury, được tổ chức tại Townsville. Trận đấu cũng là trận ra mắt A-League của Robbie Fowler cho Fury. Anh đã được ngợi khen nhờ đem đến một lối chơi bóng đấy ấn tượng cho câu lạc bộ.
Sydney sau đó tiếp tục vô địch giải Ngoại hạng A-League Nhỏ sau khi có khoảng cách sít sao với các đối thủ Melbourne Victory và Gold Coast United, đồng thời nắm một suất dự Asian Champions League.
Lavička được bình chọn là huấn luyện viên hay nhất năm của A-League ở mùa giải 2009–2010 bởi các cầu thủ, nằm trong hệ thống giải cầu thủ bóng đá chuyên nghiệp Úc. Mùa giải đầu tiên rực rỡ của ông khép lại khi Sydney FC đánh bại Melbourne trong trận đại chung kết A-League sau loạt sút luân lưu tại sân vận động Etihad.
Mùa giải thứ hai của Lavička khởi đầu nghèo nàn, khi đội bóng không thắng nổi một trận cho đến vòng 11 trước Perth Glory. Vốn là người mắc chứng sợ độ cao, song Lavička hứa rằng nếu đội bóng ông giành chiến thắng ông sẽ leo lên Cầu Cảng Sydney và sự thực là ông đã làm vậy.
Có thông tin vào ngày 3 tháng 2 năm 2012 rằng Lavička sẽ không gia hạn hợp đồng với Sydney FC - thỏa thuận chung giữa ban lãnh đạo đội bóng và chính Lavička, lý do là bởi anh đã từng thể hiện nỗi nhớ gia đình ở Cộng hòa Séc. Lavicka làm huấn luyện viên cho đến A-League 2011–12  rồi rời đi.

## Thống kê nghiệp huấn luyện
| Đội       | Quốc tịch | Từ        | Đến       | Số liệu | Số liệu | Số liệu | Số liệu | Số liệu       |
| Đội       | Quốc tịch | Từ        | Đến       | G       | Thắng   | Hòa     | Thua    | Tỉ lệ thắng % |
| --------- | --------- | --------- | --------- | ------- | ------- | ------- | ------- | ------------- |
| Sydney FC | Úc        | 2009      | 2012      | 95      | 36      | 24      | 35      | 037,89        |
| Tổng cộng | Tổng cộng | Tổng cộng | Tổng cộng | 95      | 36      | 24      | 35      | 037,89        |

## Danh hiệu

### Huấn luyện
FC Slovan Liberec
- Giải vô địch quốc gia Séc (1): 2005–06

Sydney FC
- Giải Ngoại hạng A-League (1): 2009–2010
- Giải hạng nhất A-League (1): 2009–2010

AC Sparta Prague
- Giải vô địch quốc gia Séc (1): 2013–14
- Cúp bóng đá Séc (1): 2013–14
- Siêu cúp Séc (1): 2014

### Cá nhân
- Huấn luyện viên bóng đá Séc của năm (2): 2006, 2016
- Đại sảnh danh vọng Sydney FC: 2015[15]